# (523764) 2014 WC510
(523764) 2014 WC510 es un plutino, un tipo de objeto transneptuniano que se caracteriza por tener un periodo orbital en resonancia 3:2 con el de Neptuno a semejanza de Plutón. Se trata, además, de un cuerpo binario con un cuerpo principal de 181 km de diámetro y otro secundario de 13 km.
Fue descubierto el 8 de septiembre de 2011 por el programa de búsqueda sistemática Pan-STARRS operado desde el Observatorio de Haleakala en Hawaii, Estados Unidos.